# Домб'є (Луківський повіт)
Домб'є (пол. Dąbie) — село в Польщі, у гміні Луків Луківського повіту Люблінського воєводства.
Населення — 948 осіб (2011).
У 1975-1998 роках село належало до Седлецького воєводства.

## Демографія
Демографічна структура станом на 31 березня 2011 року:
|          | Загалом | Допрацездатний вік | Працездатний вік | Постпрацездатний вік |
| -------- | ------- | ------------------ | ---------------- | -------------------- |
| Чоловіки | 491     | 132                | 322              | 37                   |
| Жінки    | 457     | 117                | 253              | 87                   |
| Разом    | 948     | 249                | 575              | 124                  |